# Петричика (Бакау)
Петричика (рум. Petricica) насеље је у Румунији у округу Бакау у општини Стругари. Oпштина се налази на надморској висини од 347 m.

## Становништво
Према подацима из 2002. године у насељу је живело 589 становника, од којих су сви румунске националности.